# Chaos auf der Feuerwache
Chaos auf der Feuerwache (Originaltitel: Playing with Fire) ist eine US-amerikanische Filmkomödie, die in Deutschland am 27. Februar 2020 im Kino gestartet ist.

## Handlung
Bei einem Buschfeuer retten drei Elite-Feuerwehrmänner und der strikte Feuerwehrchef Jake Carson drei Geschwister, deren Eltern aber nicht gefunden werden können. Jetzt liegt es an den vier Männern, auf die Kindergruppe aufzupassen, was jedoch gehörig schiefgeht.

## Besetzung

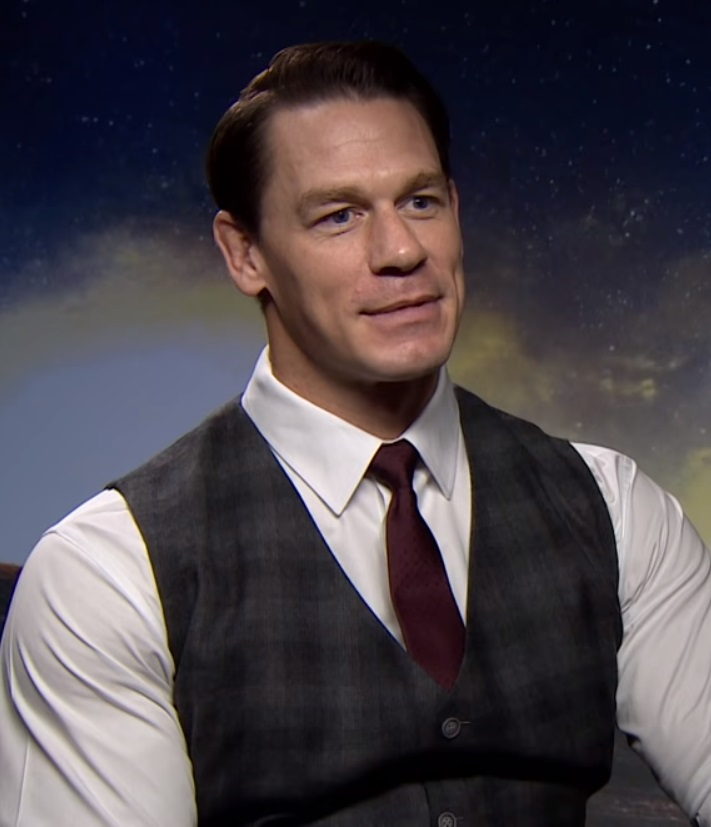
John Cena bei einem Interview 2018

Der strenge Feuerwehrchef Jake wird von John Cena gespielt, während die anderen Feuerwehrmänner von Keegan-Michael Key, John Leguizamo und Tyler Mane verkörpert werden. Die Rollen der drei Geschwister wurden mit Brianna Hildebrand, Christian Convery und Finley Rose Slater besetzt. Außerdem spielen Judy Greer, Dennis Haysbert und Tommy Europe mit.

## Synchronisation
Die deutsche Synchronisation entstand nach einem Dialogbuch von Tobias Neumann und unter der Dialogregie von Tobias Meister im Auftrag von Interopa Film.
| Rolle              | Darsteller         | Synchronsprecher     |
| ------------------ | ------------------ | -------------------- |
| Jake Carson        | John Cena          | Dennis Schmidt-Foß   |
| Mark Rogers        | Keegan-Michael Key | Martin Kautz         |
| Rodrigo Torres     | John Leguizamo     | Nicola Devico Mamone |
| Brynn              | Brianna Hildebrand | Luisa Wietzorek      |
| Will               | Christian Convery  | Ludwig Off           |
| Zoey               | Finley Rose Slater | Zoé Zech             |
| Dr. Amy Hicks      | Judy Greer         | Bianca Krahl         |
| Commander Richards | Dennis Haysbert    | Tilo Schmitz         |
| Patty Welch        | Lynda Boyd         | Carmen Katt          |

## Bewertung
Die Bewertungen fallen gemischt aus. Bei Kino-Zeit bekommt der Film 3,3 Sterne, bei Filmstarts hingegen nur einen Stern.